# Семибоярщина
Семибоя́рщина — принятое историками название правительства русского государства периода 1610—1612 годов, состоявшего из семи бояр.
Причиной начала семибоярщины послужило поражение войск Василия Шуйского и приглашённых им по Выборгскому договору союзных шведских войск Якоба Делагарди, понесённое от войск Речи Посполитой в битве при Клушино 24 июня (4 июля) 1610 года и последовавшее за этим насильственное смещение царя Василия Шуйского. Боярская дума избрала польского королевича Владислава царём, но он не принял православие (принятие которого было непременным условием избрания на царство) и не прибыл на венчание на царствование. Глава - Ф.И.Мстиславский

## Состояние России к моменту избрания переходного правительства
Обстоятельства таковы, что Россия оказалась одновременно:
- Охвачена восстанием Лжедмитрия II (с 1607 года)
- В состоянии войны с Речью Посполитой (с 1609 года) из-за приглашения шведских войск на русскую территорию для борьбы с Лжедмитрием II во время идущей шведско-польской войны.

Кроме того, Россия почти одновременно перенесла:
- Восстание под руководством Ивана Болотникова (в 1606—1607 годах)
- Нападение Ногайской Орды (в 1607—1608 годах)

## Причины формирования переходного правительства
Последовательная цепь событий привела к возникновению периода «Семибоярщины»
- Февраль 1610 года — часть тушинских оппозиционеров во главе с патриархом Филаретом под Смоленском начали переговоры с польским королём Сигизмундом о приглашении на русское царство королевича Владислава, с условием его перехода в православие и с будущим ограничением его прав в пользу Боярской думы и Земского собора.
- Май 1610 года — двадцатитрёхлетний влиятельный русский военачальник Скопин-Шуйский умирает после пира в Москве, что приводит к усилению антишуйских настроений.
- Июнь 1610 года — часть войск русского царя и союзные шведские войска терпят поражение от поляков у села Клушино, а воевода другой части войска, Валуев, соглашается на поддержку кандидатуры королевича Владислава.

Таким образом, дорога на Москву полякам была открыта. С другой стороны, из Калуги, к Москве быстро двинулся Лжедмитрий II.

## Московское восстание

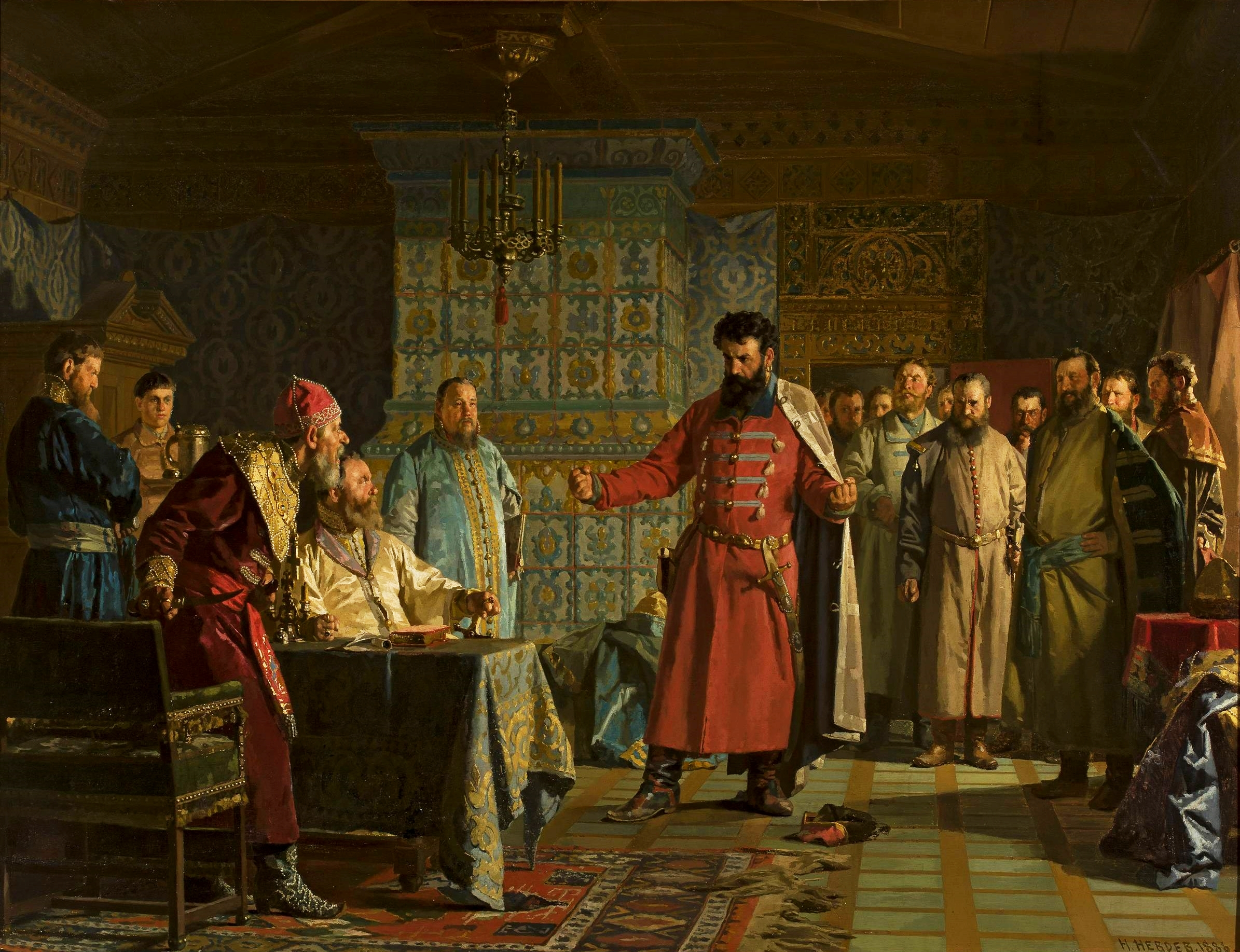
Неврев Н. В. Захарий Ляпунов и Василий Шуйский

17 (27) июля народ, недовольный неудачами Шуйского, стал собираться под окнами царского дворца с криками «Ты нам больше не царь!». Воевода Захарий Ляпунов собрал своих людей на Лобном месте и поддержал эти требования. Заговорщики, собравшись в районе Серпуховских ворот, объявили себя Земским собором и низложили Василия Шуйского с престола, а затем насильно постригли его в монахи Чудова монастыря.

## В поисках согласия
Народное восстание попыталась обуздать Боярская дума, которая узаконила бунт и предприняла попытку предотвратить союз черни с подошедшими к стенам Москвы «ворами». Бояре во главе с Мстиславским образовали временное правительство, получившее название «Семибоярщины». Одной из задач нового правительства стала подготовка выборов нового царя. Однако «военные условия» требовали незамедлительных решений. Чтобы избежать борьбы боярских кланов за власть, было решено не избирать царём представителей русских родов.
Фактически власть нового правительства не распространялась за пределы Москвы: на западе от Москвы, в Хорошёве, встало войско Речи Посполитой во главе с гетманом Жолкевским, а на юго-востоке, в Коломенском — вернувшийся из-под Калуги Лжедмитрий II, с которым был и отряд Яна-Петра Павловича Сапеги. Лжедмитрия бояре особенно боялись, потому что он имел в среде московского простонародья множество сторонников и был по крайней мере популярнее, чем они. В результате было решено договориться с Жолкевским и пригласить на престол королевича Владислава на условиях его перехода в православие, как о том уже было договорено между Сигизмундом и тушинской делегацией.

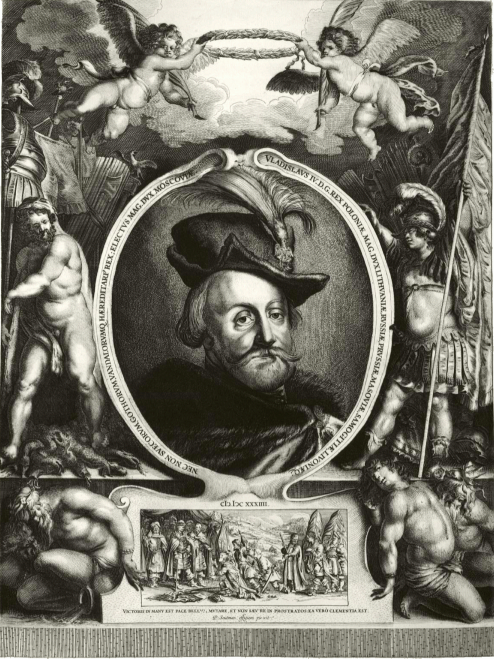
Гравированное изображение Короля Владислава, выполненное во время его претензий на русский престол (до 1634 г.). Снизу портрета изображена виньетка с русскими войсками, повергающими оружие и знамёна перед королём Владиславом по случаю взятия Смоленска

## Призвание поляков
17 (27) августа 1610 года бояре подписали договор с гетманом Жолкевским, согласно которому русским царём становился Владислав Ваза — сын Сигизмунда III. Речь не шла о вхождении в состав Речи Посполитой, поскольку московские бояре сохраняли автономию, равно как гарантировался официальный статус православия в границах России. Договор с представителями Сигизмунда позволил снять «тушинскую угрозу» для Москвы, поскольку Сапега согласился присягнуть царю Владиславу.
Опасаясь Самозванца, бояре пошли далее и в ночь на 21 сентября (1 октября) тайно впустили отряд Жолкевского в Кремль, после отъезда которого в октябре должность командира гарнизона отошла Александру Гонсевскому. «Правой рукой» коменданта Кремля стал боярин Михаил Салтыков. После появления интервентов в Кремле представители «Семибоярщины» фактически превратились в заложников, а после капитуляции польско-литовского гарнизона многие из них были «освобождены» и приняли участие в избрании нового русского царя.

## Название «Семибоярщина»
При описании современными Смутному времени источниками боярских комиссий встречаются обороты о «седмочисленных боярах». Словообразование «Семибоярщина» встречается позднее, в XIX веке. В повести A.A. Бестужева-Марлинского «Наезды, повесть 1613 года» (1831 год), термин «семибоярщина» встречается впервые.

## Количество избранных бояр
Боярские комиссии в отсутствие царя формировались и раньше. Как правило, состав этих групп ограничивался семью персонами или немного количественно отличались. Котошихин пишет по этому поводу:

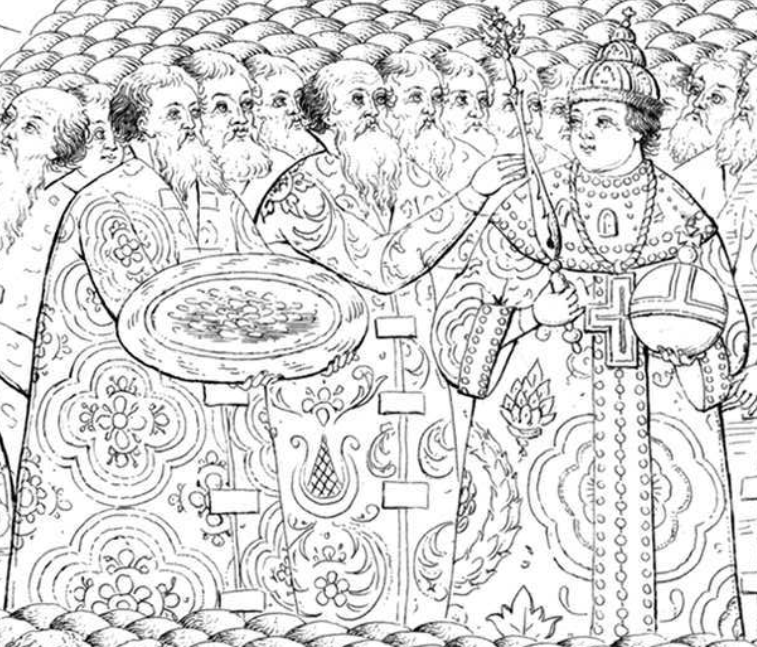
Изображение Фёдора Мстиславского, осыпающего деньгами Михаила Романова на коронации 1613 г., иллюстрация из Книги об избрании, 1673 г.

«А пойдучи в поход на войну, или по монастырем молитися, или для гулянья в далние и в ближние места, двор свой царской и Москву для оберегания, приказывает одному человеку боярину, а с ним товарыщам околничим двум человеком, да думным дворяном двум же человеком, и думным дьяком».

## Состав Семибоярщины
Совет имел следующих участников:

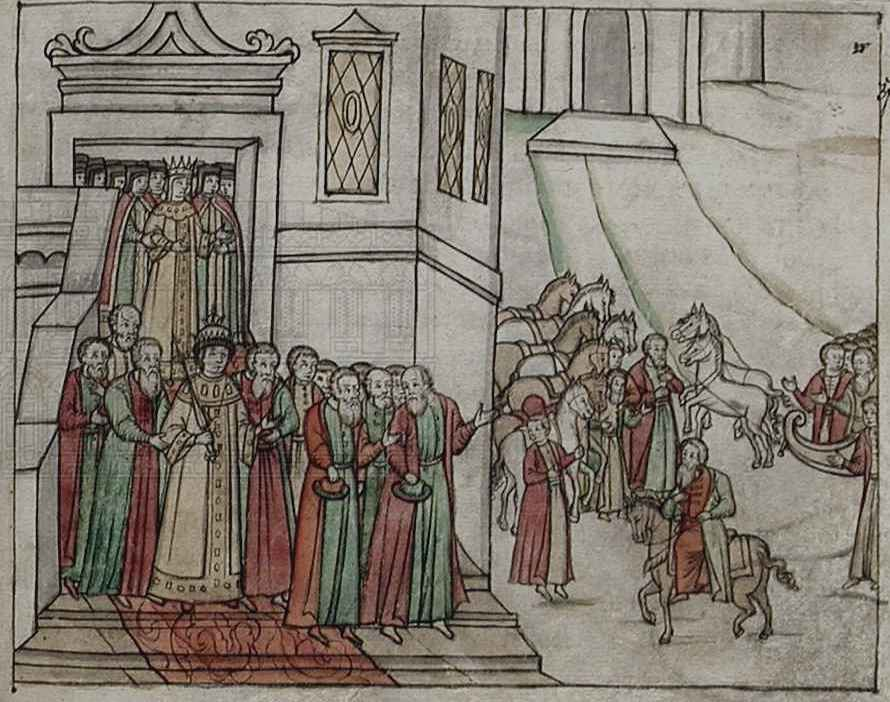
Б. М. Лыков-Оболенский изображён, как государев аргамак на коне из книги о венчании царя с Евдокией Стрешневой, 2-я пол. XVII в.

1. Князь Фёдор Иванович Мстиславский — точный год рождения неизвестен (родился около 1550 года), службу начал в 1575 году. К описываемому моменту возглавлял Боярскую думу. Во время междуцарствия его влияние возросло, он возглавил переговоры с поляками. Политика не отличалась активностью, ориентировался на конкретный момент. Умер, не оставив потомков, в 1622 году.
2. Князь Иван Михайлович Воротынский — год рождения неизвестен, в 1573 году уже воевода в Муроме. К описываемому моменту пережил ссылку, неудачи и победы в войне, был политиком с опытом. Претендовал впоследствии на престол, но уступив в политической борьбе Романовым, поехал послом к будущему царю звать его на царство. Умер в 1627 году.
3. Князь Андрей Васильевич Трубецкой — год рождения неизвестен, на военной службе с 1573 года. Деятельность военного и управленческого характера. К описываемому моменту участвовал в войне со Стефаном Баторием, крымчаками, ливонцами, шведами, черкасами, воеводствовал в нескольких городах, участвовал в дипломатических миссиях. Пожалован боярством в честь венчания на царство Бориса Годунова 3 (13) сентября 1598 года. Не чурался местничества. Умер без потомства в 1611 году.
4. Князь Андрей Васильевич Голицын (убит 19 (29) марта 1611 года, не оставил потомства).
5. Князь Борис Михайлович Лыков-Оболенский (1576 — 2 (12) июня 1646).
6. Боярин Иван Никитич Романов (ум. 23 октября (2 ноября) 1640).
7. Боярин Фёдор Иванович Шереметев (ум. 1650).

## Настроения в Боярской думе, московском обществе и в провинции
Небольшая группа во главе с патриархом Гермогеном поддерживала царя Василия Шуйского. Сам патриарх стоял за Шуйского даже в день свержения последнего.
Партия Голицыных рассчитывала свергнуть Шуйского и провозгласить царём Василия Голицына. При этом Голицыных поддерживал воевода Ляпунов.
Тушинский боярин Дмитрий Трубецкой тайно вёл переговоры в Москве в интересах Лжедмитрия.
Клан Романовых, изначально ориентировавшийся на Голицыных, рассчитывал посадить на трон Михаила Романова.
Возглавлявший думу князь Мстиславский не имел чёткой позиции, но тяготел к признанию польского королевича русским царём.
С середины июля 1610 года войска самозванца, которые насчитывали несколько тысяч человек, расположились в Коломенском. Почти одновременно, 17 (27) июля, был свергнут Василий Шуйский, 19 (29) июля он насильно пострижен в монахи, а 20 (30) июля по провинциальным городам разослали грамоты с оповещением об этом событии. 24 июля (3 августа) коронный гетман Жолкевский был уже в 7 верстах от Москвы со стороны Хорошевских лугов. В связи с этим, приходилось выбирать уже между Лжедмитрием II и королевичем Владиславом.
Историк Соловьёв оценивает сложившуюся ситуацию так:
«Если у самозванца могли быть приверженцы в низших слоях московского народонаселения, то бояре и все лучшие люди никак не могли согласиться принять вора, который приведет в Думу своих тушинских и калужских бояр, окольничих и дворян думных, который имение богатых людей отдаст на разграбление своим козакам и шпыням городским, своим давним союзникам. Поэтому для бояр и лучших людей, для людей охранительных, имевших что охранять, единственным спасением от вора и его козаков был Владислав, то есть гетман Жолкевский с своим войском. Главою стороны Лжедимитриевой был Захар Ляпунов, прельщенный громадными обещаниями вора; главою стороны Владиславовой был первый боярин — князь Мстиславский, который объявил, что сам он не хочет быть царем, но не хочет также видеть царем и кого-нибудь из своих братьев бояр, а что должно избрать государя из царского рода».

## Созыв Земского собора
Боярская дума не могла выбирать царя без участия Земского собора, однако положение требовало быстрого принятия решения. Поэтому сразу после свержения царя за Серпуховскими воротами Москвы были созваны те представители земства, которые были в наличии. События описываются по-разному. У Костомарова:
«Захар Ляпунов с Салтыковым и Хомутовым взошли на высокое Лобное место и стали приглашать бояр, патриарха, духовных, дворян, детей боярских и весь православный народ на всенародное собрание за Серпуховскими воротами. Народ отовсюду повалил за Серпуховские ворота. Съехались туда бояре. Прибыл и патриарх»
В Московском летописце действия изложены более жестко:
«Вся Москва и внидоша во град (то есть в Кремль) и бояр взяша и патриарха Ермогена насильством и ведоша за Москву-реку к Серпуховским воротам».
В этом случае исследователи сталкиваются с казусом права. В период отсутствия главы государства необходима политическая воля и исполнение закона, но силовое давление на одного (или нескольких) представителя власти можно расценить как незаконный акт, а следовательно и решение Земского собора в этом случае может быть признано не бесспорно легитимным.
Не менее важен вопрос, а было ли собрание людей, созванных через набат, действительно собором? По данным исследователя В. Н. Латкина, который использовал материалы Столяровского хронографа, где перечислены чины, присутствовавшие на Соборе 1610 года, Земской Собор созвали в минимальном составе.
«И Бояря, князь Федор Иванович Мстиславской, и все Бояря, и Окольничие, и Думные люди, и Стольники, и Стряпчие, и Дворяне, и гости, и торговые лучшие люди съезжались за город…»
С. Ф. Платонов объясняет наличие в Москве земских чинов из провинции тем, что они находились в столице по службе.